# モード・スティーヴンス・ワグナー

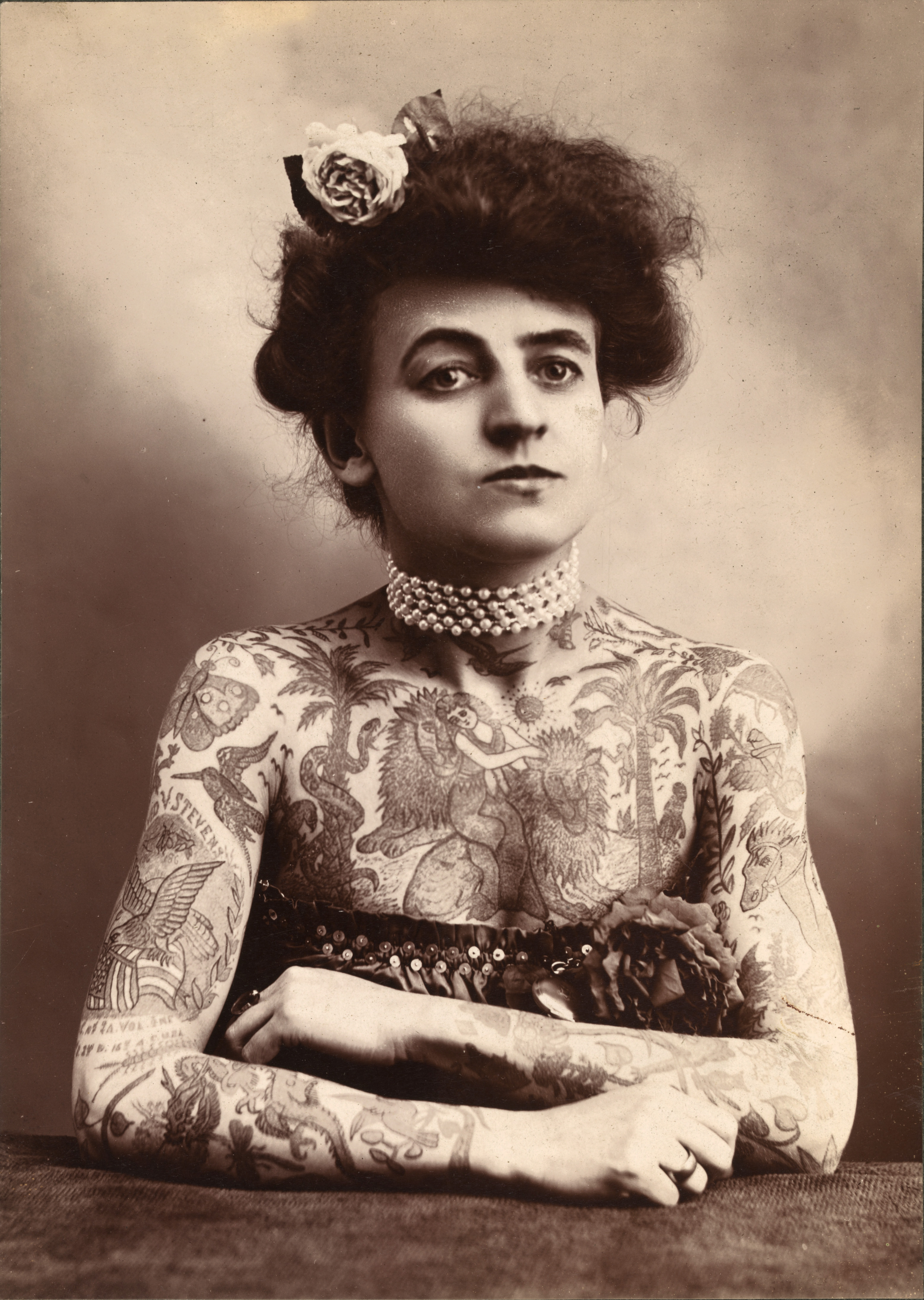
モード・スティーブンス・ワグナー（1907年）

モード・スティーヴンス・ワグナー (英語: Maud Stevens Wagner、1877年2月 – 1961年1月30日) は、アメリカ合衆国のサーカスパフォーマー。アメリカで最初の女性タトゥーアーティスト（刺青彫り師）。

## 生まれと経歴
モードは1877年、カンザス州ライアン郡で、デヴィッド・ヴァン・ブラン・スティーブンスとサラ・ジェーン・マッギーの間に生まれた。 
モードは、空中アクロバットやコントーションの曲芸師として多数の巡業サーカス団で働いていた。モードは1904年に開催されたセントルイス万国博覧会で空中曲芸師として活動していた。そこで「アメリカで最も芸術的な刺青を入れた男」と自称するタトゥーアーティストであるガス・ワグナーに出会った。彼もサーカスや余興の巡業をしていた。モードはガスと交際しながらタトゥーの彫り方を学び、数年後に彼らは結婚した。二人は娘、ロッテヴァを授かった。ロッテヴァは、9歳でタトゥーを彫りはじめ、タトゥーアーティストとなった。
モードは、夫の見習いをしながら伝統的な”手彫りの”タトゥーの入れ方を学んだ。電気式のタトゥーマシンが発明されても手彫りにこだわり、彼女も彫り師となった。 ワグナー夫妻は、便利なタトゥーマシンに頼らず、手彫りにこだわって彫り続けた最後のタトゥーアーティスト。 モード・ワグナーは、アメリカで最初の女性タトゥーアーティストとして知られる。
モード・ワグナーとガス・ワグナーは、サーカスを辞めた後、アメリカ合衆国を旅してまわり、ヴォードヴィルの演芸場、カウンティーフェア（地域の祭）やゲームセンターで「タトゥーアトラクション」を開き、タトゥーアーティストとして活動した。二人はタトゥー活動を始めた沿岸の都市から内陸の都市へタトゥーの芸術性を紹介した人物といわれている。

### 死去
モード・ワグナーは、オクラホマ州ロートンで1961年1月30日に他界。